# Maria Domenica Brun Barbantini
Blahoslavená Maria Domenica Brun Barbantini (17. ledna 1789, Lucca – 22. května 1868, Lucca) byla italská vdova, římskokatolická řeholnice a zakladatelka Sester služebnic nemocných od svatého Kamila. Katolická církev jí uctívá jako blahoslavenou.

## Život
Narodila se 17. ledna 1789 v Lucce jako dcera Švýcara Pietra Brun a Giovanně roz. Granucci. Během dospívání jí zemřel otec a tři bratři.
Dne 22. dubna 1811 se v katedrále svatého Lukáše v Lucce provdala za Salvatora Barbantiniho. Bylo manželství naplněné láskou a velkým očekáváním. Za pět měsíců Salvator náhle tragicky zemřel a Maria se stala těhotnou vdovou. Tuto ztrátu nesla velmi těžce. Velkou část času strávila v modlitbě před krucifixem a rozhodla se zasvětit Bohu. V tuto dobu pocítila touhu sloužit chudým a potřebným lidem. Porodila syna a při starání o své dítě pečovala také několik hodin denně o nemocné.
Když bylo jejímu synovi 8 let, náhle zemřel. Toto byla její další velká rána.
Maria Domenica se začala naplno věnovat nemocným lidem. Tuto službu brala velmi vážně. Při službách někdy vůbec nespala a nejedla. Mimo jiné se podílela na založení kláštera Navštívení Panny Marie v Lucce, kde zřídila ústav pro dívky. Později shromáždila několik dívek a založila kongregaci Sester oblátek služebnic Krista. Kongregace měla pomáhat nemocným lidem a zvláště těm, kteří byli nakažení přenosnou nemocí. Mimo slibů čistoty, chudoby a poslušnosti skládali čtvrtý slib pomoci nemocným s nasazením vlastního života.
Později byla kongregace přejmenována na Sestry služebnice nemocných od svatého Kamila a stali se součásti kamiliánské rodiny.
Zemřela 22. května 1868 v Lucce.

## Proces blahořečení
Její proces blahořečení byl zahájen 6. května 1927 v arcidiecézi Lucca. Dne 26. března 1994 uznal papež sv. Jan Pavel II. její hrdinské ctnosti.
Dne 15. prosince 1994 uznal papež zázrak uzdravení na její přímluvu. Blahořečena byla 17. května 1995.